# Fraps
Fraps är en programvara som används för att skapa filmsekvenser från datorspel som använder antingen DirectX eller OpenGL-teknologi. Det speciella med Fraps är att programmet klarar av att spela in upp till 100 bildrutor per sekund.